# Марьевка (Добропольский район)
Ма́рьевка (укр. Мар'ївка) — село на Украине, находится в Добропольском районе Донецкой области.
Код КОАТУУ — 1422083309. Население по переписи 2001 года составляет 56 человек. Почтовый индекс — 85018. Телефонный код — 6277.

## Адрес местного совета
85018, Донецкая область, Добропольский р-н, с. Золотой Колодезь, ул.Ленина, 30а, 5-32-16